# Emir-Ousseïn Koukou
Emir-Ousseïn Kemalovytch Koukou (en ukrainien : Емір-Усеїн Кемалович Куку), né le 26 juin 1976 à Novorossiïsk, est un militant tatar de Crimée en faveur des droits de l'homme, appartenant au Crimean Human Rights Contact Group. En février 2016, il est arrêté par les autorités russes et accusé d'appartenir à l'organisation islamiste Hizb ut-Tahrir, bien que Koukou nie tout lien avec l'organisation. Le 12 novembre 2019, il est condamné à 12 ans de prison. Amnesty International considère que les accusations sont truquées et demande sa libération.

## Biographie
Emir-Ousseïn Koukou naît le 26 juin 1976 à Novorossiïsk. En 1993, sa famille déménage dans la péninsule de Crimée. En 2000, il obtient un diplôme en gestion à l'université technique nationale de Kherson. Avant l'annexion de la Crimée, Koukou fait campagne, entre autres, pour la préservation d'un cimetière réservé aux Tatars de Crimée. À partir de 2014, il aide des prisonniers politiques en Crimée et prend en charge les victimes de disparitions forcées après l'annexion. Koukou organise des rassemblements pour commémorer la déportation des Tatars de Crimée.
Le 20 avril 2015, après que Koukou a annoncé publiquement que le Service fédéral de sécurité de la fédération de Russie a tenté de le recruter comme informateur, les autorités russes saccagent son domicile et le convoquent pour un interrogatoire. Il est accusé d'avoir violé l'article 282 du Code pénal, qui sanctionne les « actions visant à susciter la haine ou l'hostilité »). Selon Koukou, il est battu en se rendant à l'interrogatoire,.
Le 11 février 2016, une autre perquisition au domicile de Koukou a lieu et il est arrêté par les autorités russes. Il est accusé d'appartenir à l'organisation islamiste interdite Hizb ut-Tahrir, bien que Koukou nie tout lien avec cette organisation. Selon le Kharkiv Human Rights Protection Group, la seule preuve apportée par les autorités est une conversation enregistrée dans sa cuisine, dans laquelle Koukou parle à plusieurs hommes de la situation politique en Russie et en Ukraine, du sort de la Crimée, de l'importance de l'islam dans les deux pays et dans laquelle il débat de plusieurs postulats religieux. 
Le 12 novembre 2019, un tribunal militaire condamne Koukou à 12 ans de prison pour « organisation des activités d'une organisation terroriste » et « tentative de prise de pouvoir par la force ».

## Mobilisation pour sa libération
L'organisation russe de défense des droits humains Memorial, ainsi qu'Amnesty International classent Koukou parmi les prisonniers politiques et réclament sa libération,.
Human Rights Watch décrit l'arrestation de Koukou comme un exemple de la persécution des Tatars de Crimée.
En novembre 2018, l'Assemblée générale des Nations Unies adopte une résolution appelant à la libération immédiate des citoyens ukrainiens Oleh Sentsov, Volodymyr Baloukh et Emir-Ousseïn Koukou.
Le ministère des Affaires étrangères de l'Ukraine proteste fermement contre la condamnation du tribunal militaire dans l'affaire contre Emir-Ousseïn Koukou et son co-accusé. L'Union européenne demande à la Russie d'annuler le jugement et de libérer Koukou et ses co-accusés. L'ambassade des États-Unis à Kiev condamne la décision du tribunal russe et appelle également à la libération de Koukou et de ses co-accusés.